# Wielkopole (Kielce)

Dzielnice i osiedla Kielc, Wielkopole znajduje się na mapie na prawo od nr 26

Wielkopole (częściowo również KSM) – część Kielc sąsiadująca z Centrum i położona na wschód od niego.
Obszar ograniczały w latach 70. XX wieku w przybliżeniu następujące ulice:
- od północy – ul. Leszczyńska,
- od wschodu – ulice Dobrzyńska, Głogowa, Cedzyńska[5]
- od zachodu – ulice Winnicka, Żeromskiego, Zakopiańska,
- od południa – ul. Wojska Polskiego na odcinku pomiędzy ul. Nową (Wielkopole) a ul. Dymińską (Barwinek), dalej ul. Tarnowska na odcinku od Wojska Polskiego do Prostej, następnie ul. Prosta na odcinku od Tarnowskiej do Cedzyńskiej[5].

Potoczna nazwa większej części tego obszaru to KSM, ponieważ znajdujące się tu 3 osiedla (Sandomierskie, Zagórska Południe, Zagórska Północ) są administrowane przez Kielecką Spółdzielnię Mieszkaniową. Natomiast osiedle 192 domków jednorodzinnych położone na wschód od ul. Szczecińskiej zostało wybudowane (do 1974 roku) przez spółdzielnię mieszkaniową Pionier.
Nazwa Wielkopole pojawia się po raz pierwszy w 1645 roku, w Inwentarzu Klucza Kieleckiego. W przeszłości był to rozległy obszar pól. Cały obszar Wielkopola należy do Kielc od 1887 roku.